# Retno (jezioro)
Retno – jezioro w woj. kujawsko-pomorskim, w powiecie brodnickim, w gminie Zbiczno, leżące na terenie Pojezierza Brodnickiego.
Z jeziorem związana jest legenda o wsi, pochłoniętej przez wody jeziora za niegodziwości mieszkańców.

## Dane morfometryczne
Powierzchnia zwierciadła wody według różnych źródeł wynosi od 18,5 ha do 24,1 ha.
Zwierciadło wody położone jest na wysokości 79,9 m n.p.m. Średnia głębokość jeziora wynosi 6,2 m, natomiast głębokość maksymalna 21,1 m.
W oparciu o badania przeprowadzone w 2006 roku wody jeziora zaliczono do III klasy czystości i II kategorii podatności na degradację. W roku 1997 wody jeziora również zaliczono do wód III klasy czystości.

## Hydronimia
Według urzędowego spisu opracowanego przez Komisję Nazw Miejscowości i Obiektów Fizjograficznych (KNMiOF) nazwa tego jeziora to Retno. W różnych publikacjach i na mapach topograficznych jezioro to występuje pod nazwą Rętno.